# Коронка (стоматология)

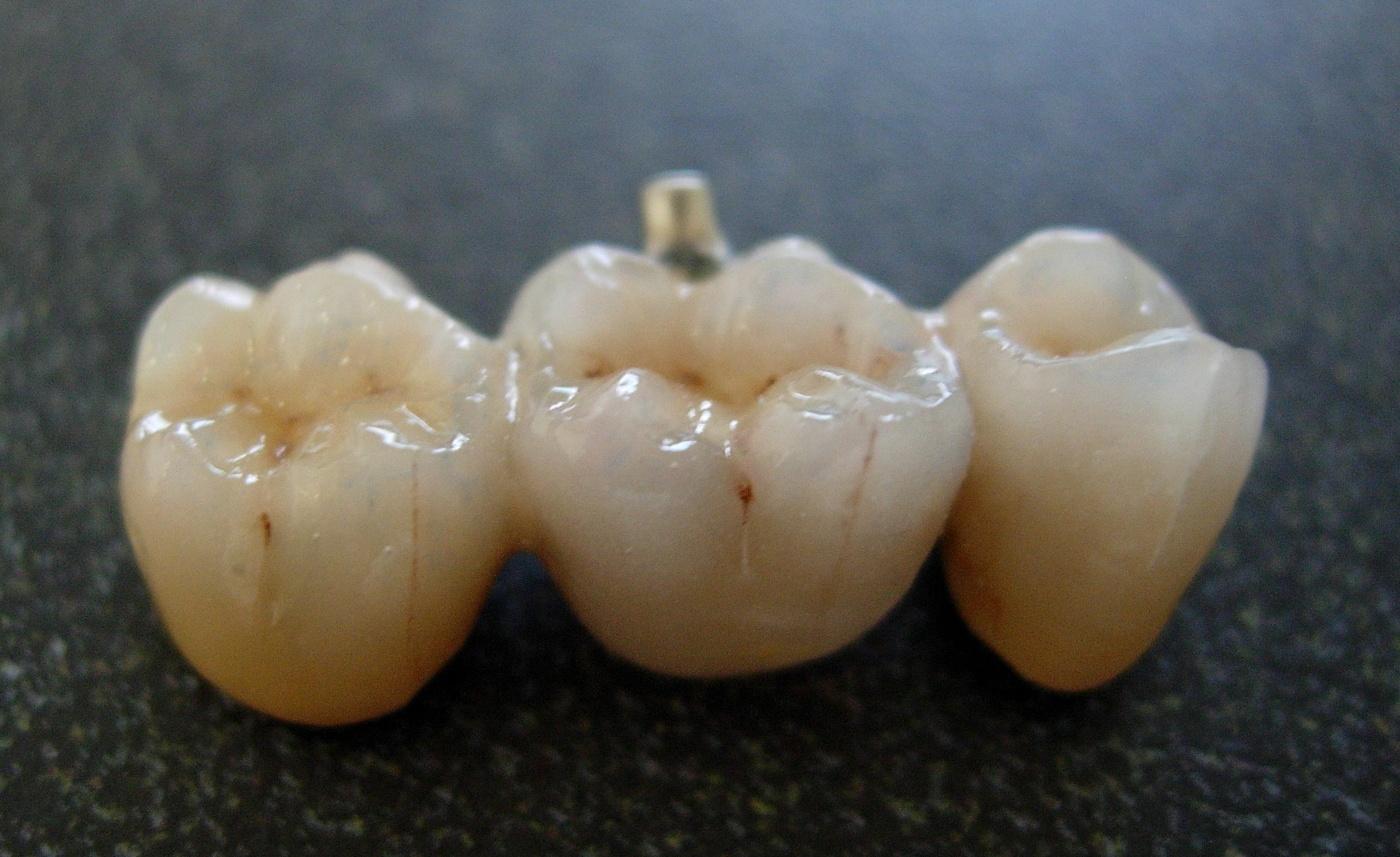
Зубной металлокерамический протез

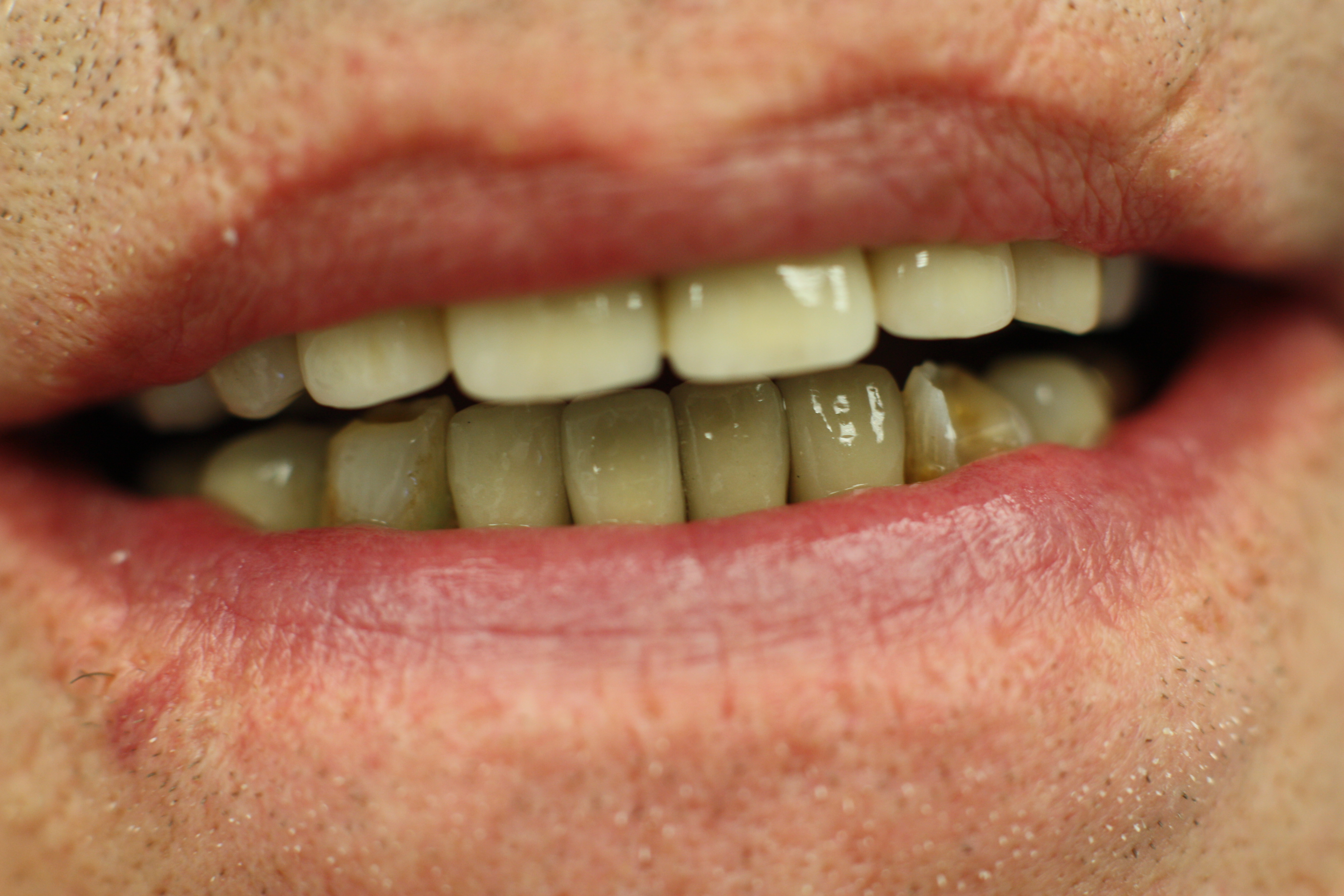
Зубная коронка

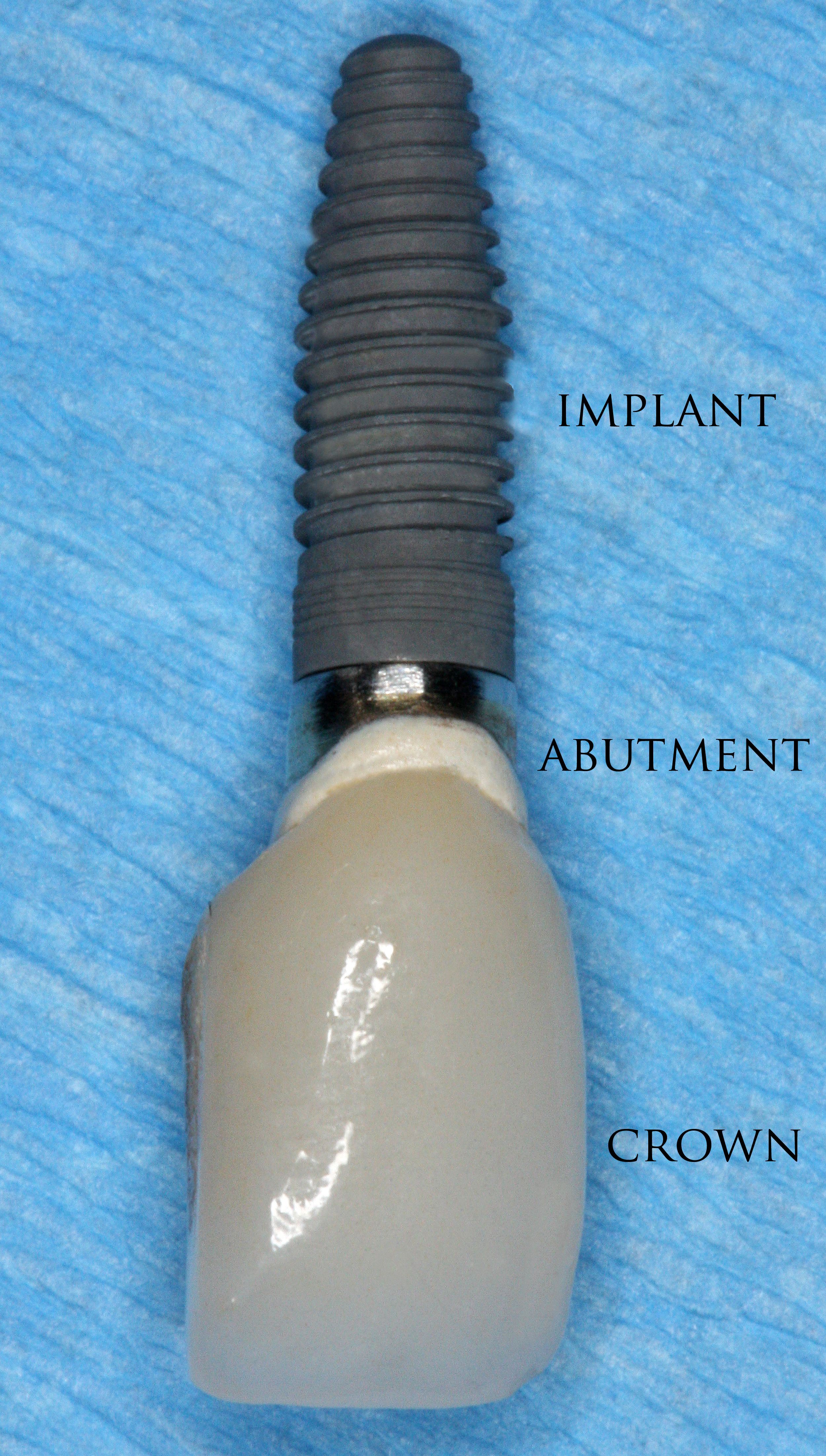
Коронка используется как часть восстановления имплантата

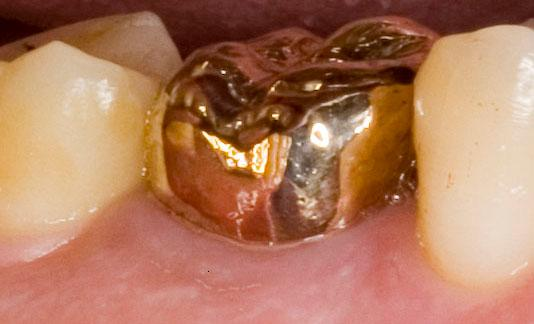
Золотая коронка

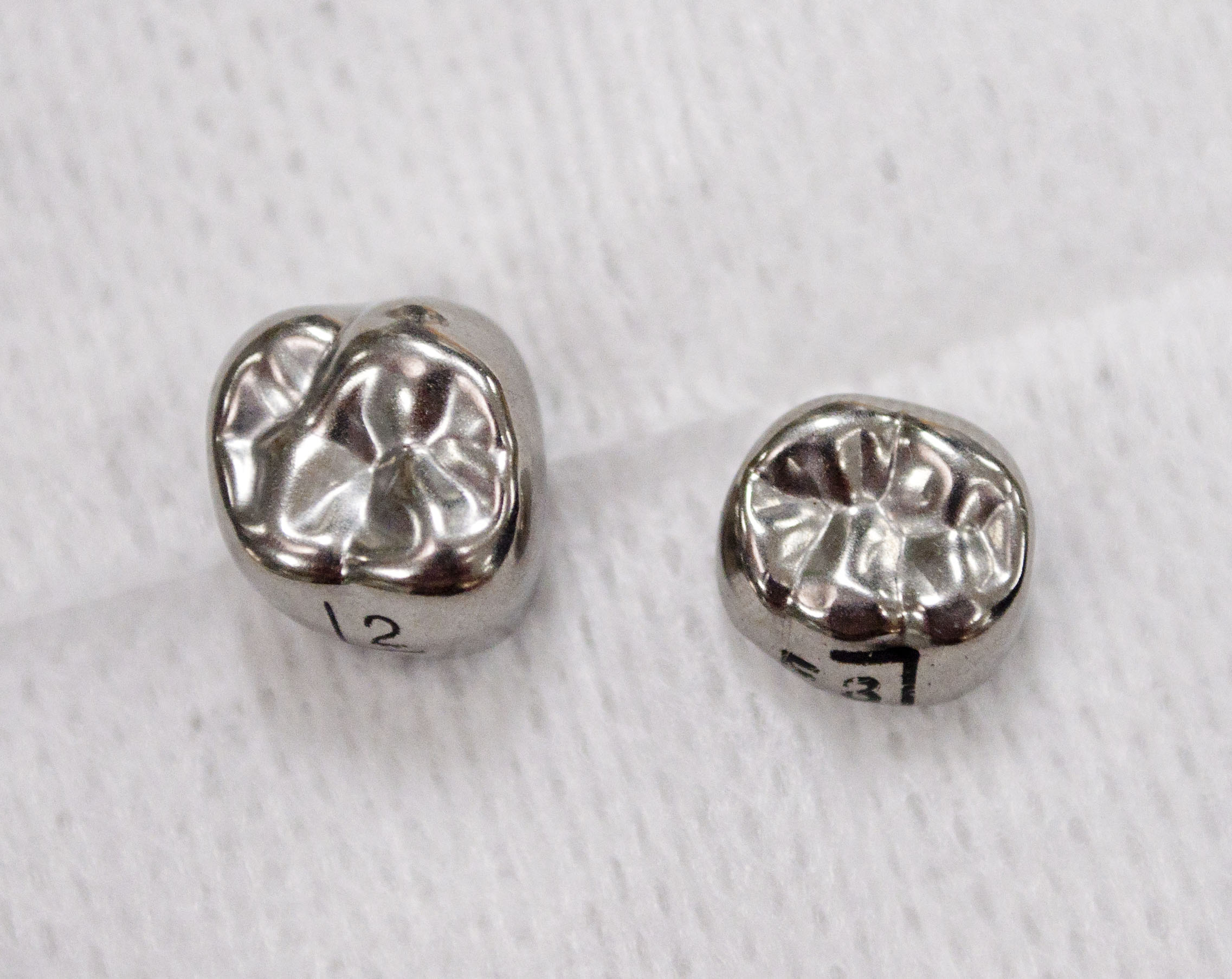
Предварительно отформованные коронки из нержавеющей стали

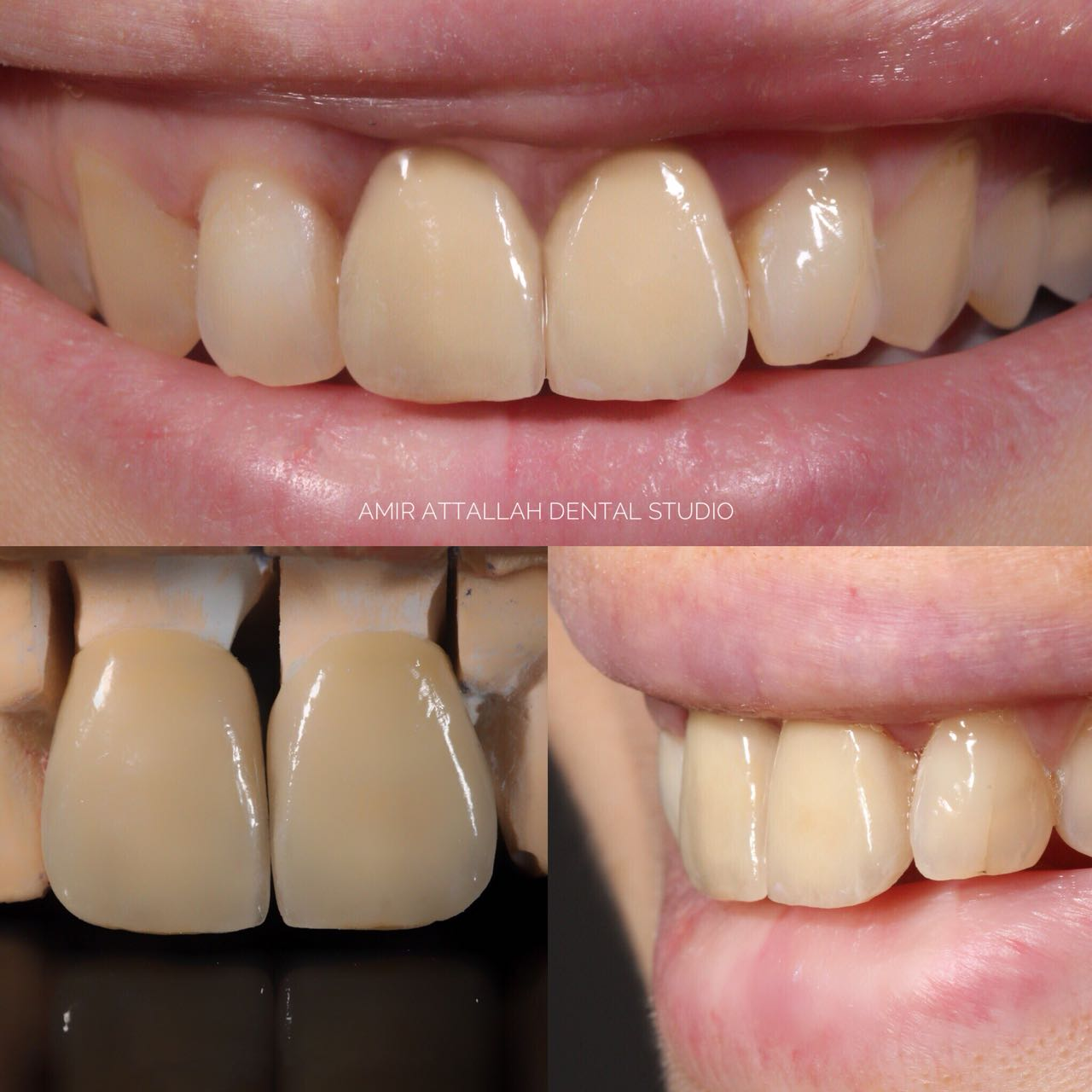
Полевые шпатные фарфоровые коронки, изготовленные по модели зуба, затем сцементированные на верхних центральных передних зубах с использованием глянцевой пасты из иономера стекла.

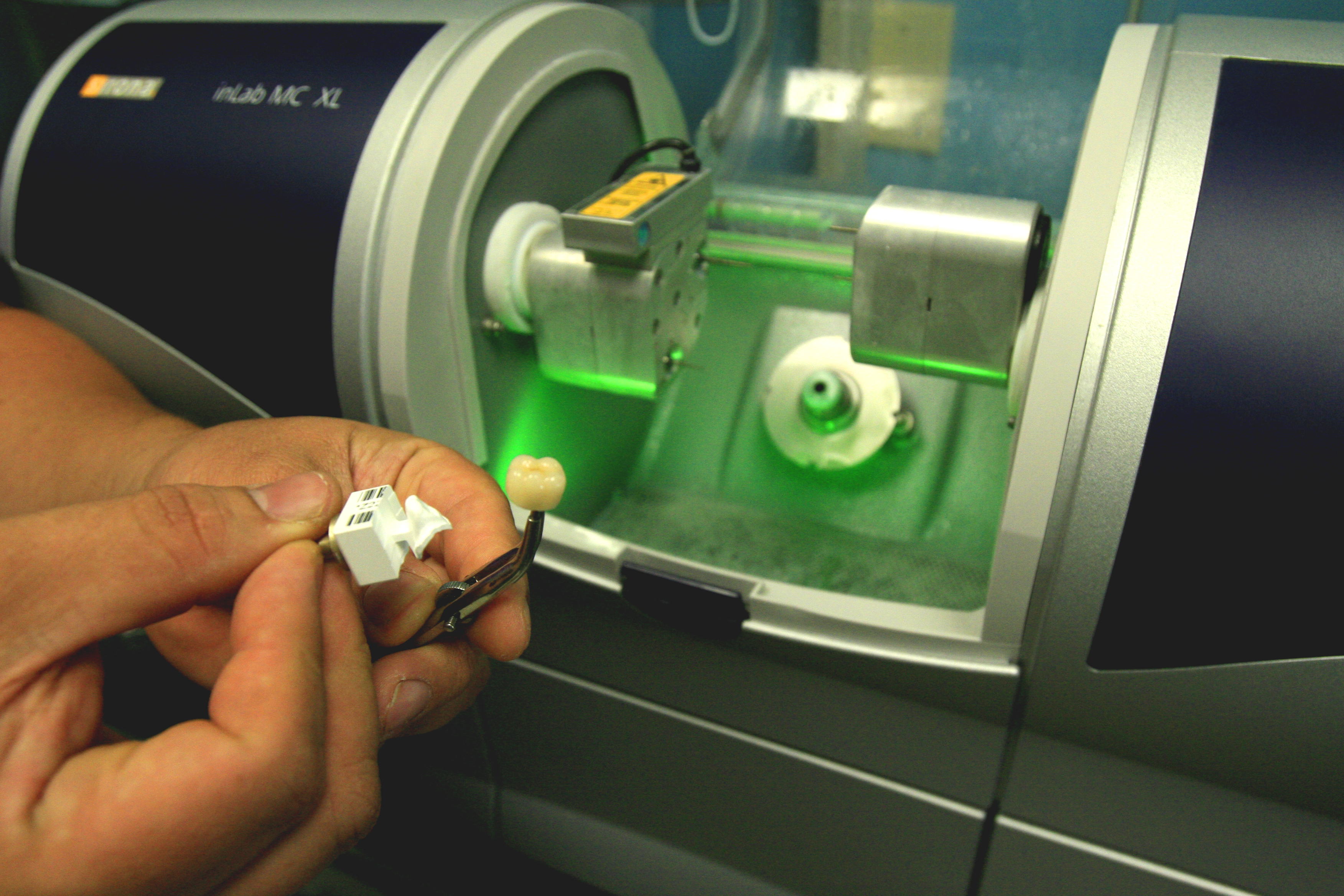
Коронки из циркониевого шпона

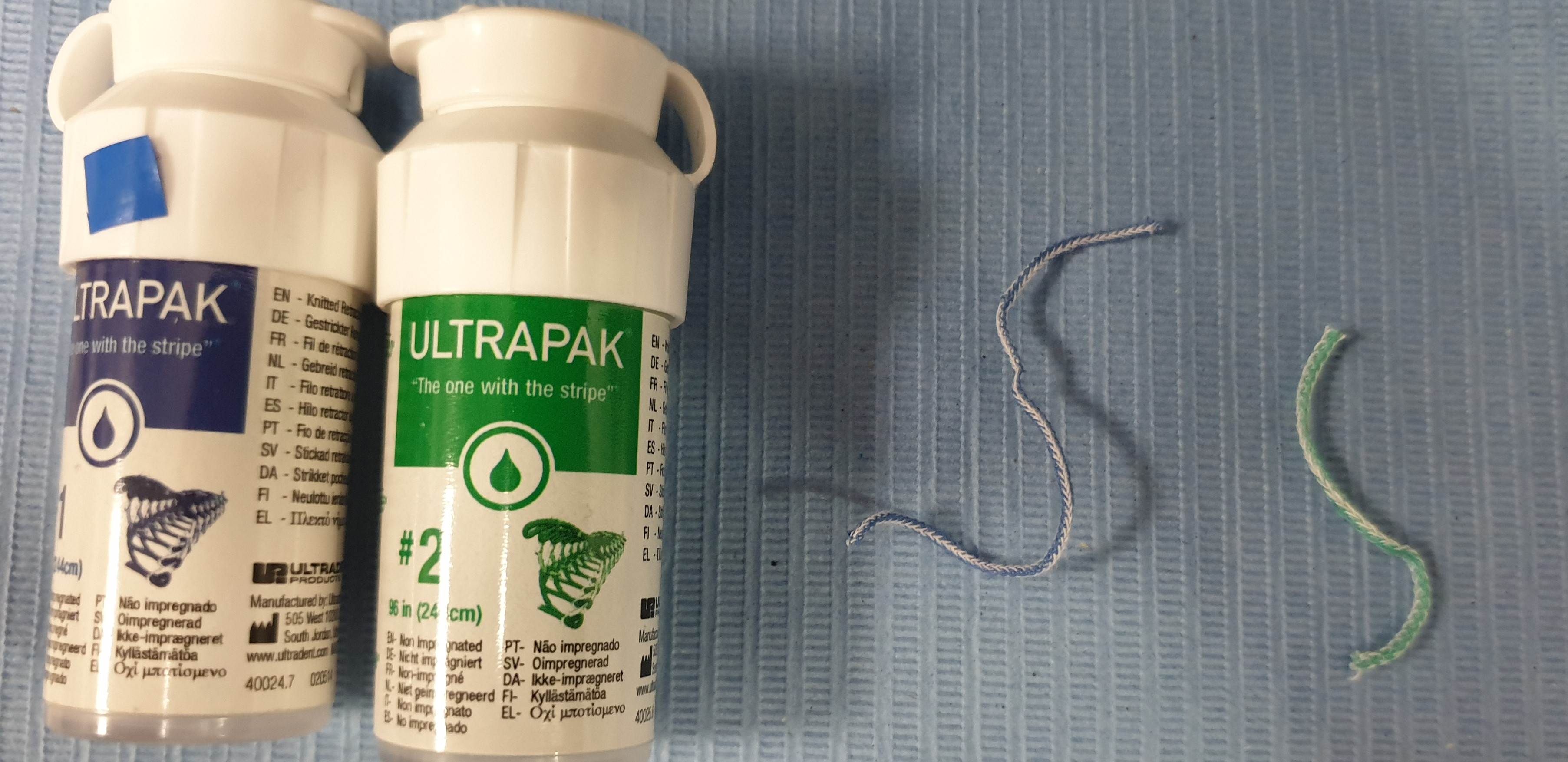
Задержка десны

Переломы зубов, подвергнутых эндодонтическому лечению, значительно увеличиваются в заднем зубном ряду, когда коронка не обеспечивает защиту каспальной кости (через 1-25 лет).

Коронка стоматологическая — ортопедическая конструкция, несьёмный микропротез, покрывающий коронковую часть зуба или отдельно взятую часть поверхности. Используется для восстановления дефектов зубов, которые не подлежат менее инвазивному лечению (пломба, вкладка), для изменения формы, положения (ротация, дистопия) и цвета зубов.
Цвет установленной коронки даже при разном освещении не должен отличаться от естественного цвета зуба, форма должна быть анатомически точной во всех трёх направлениях, а это значит, что не должно быть видно место перехода от коронки к зубу, десны вокруг коронки должны свободно облегать её края и быть здоровыми (иметь мягкий розовый цвет и не кровоточить во время чистки зубов или при использовании зубной нити).

## Классификация
Классификация по методу изготовления
1. Штампованные коронки.
2. Литые коронки.
3. Паяные
4. Полученные методом полимеризации (пластмассовые, из композиционных материалов)
5. Полученные методом обжига (фарфоровые, керамические)
6. Фрезерованные.
7. Напечатанные на 3D принтере

Классификация по конструкции или по величине и способу охвата зуба
1. Полные:
  1. Собственно полные коронки
  2. Телескопические.
  3. Коронки со штифтом.
2. Частичные.
  1. Экваторные.
  2. Полукоронки.
  3. Трёхчетвертные.
  4. Окончатые или фенстер-коронки.

Классификация по используемым материалам
1. Металлические
  1. Сплавы золота.
  2. Нержавеющая сталь.
  3. Титановые сплавы.
  4. Кобальтохромовые сплавы (КХС).
  5. Серебрянопалладиевые сплавы (СПС).
2. Неметаллические
  1. Керамические.
  2. Пластмассовые.
  3. Из оксида циркония.
3. Комбинированные (облицованные)
  1. Металлокерамические.
  2. Металлопластмассовые.

Классификация по назначению
1. Восстановительные.
2. Опорные.
3. Фиксирующие.
4. Шинирующие.
5. Временные (провизорные).
6. Ортодонтические.
7. Профилактические
8. Эстетические[2]
9. Имплантологические

## Показания для применения коронок
Показаниями к применению коронок является:
1. Разрушенность зуба более 60 %.
2. Фиксация при лечении мостовидными протезами.
3. Аномальное изменение формы, цвета, структуры.
4. Шинирование при заболеваниях пародонта и при переломах челюстей.
5. Эстетические дефекты.

## Способ изготовления коронок
Коронки изготавливаются в несколько этапов, которые подразделяются на клинический и лабораторный.
Клинические этапы изготовления коронки
1. Врач делает оттиски для изготовления временных пластмассовых коронок (они предназначены для создания временного эстетичного эффекта, для предотвращения разрастания десны, для предотвращения микроперемещения зубов, для сохранения окклюзионных контактов между зубными рядами, для комфорта пациента). Может быть изготовлено предварительное восковое моделирование предстоящей работы, если предполагается изменение формы или размера зуба или группы зубов.
2. Врач препарирует зубы по методике, соответствующей выбранной конструкции (виду коронки). Устанавливает ретракционные нити в области десны для более четкого отображения границ препарирования на оттиске. Делает оттиск. Изготавливает и фиксирует временные коронки на временный цемент.
3. Оттиск отправляется в лабораторию.
4. Проводится примерка каркасов коронок в том случае, если выбранная работа предполагает наличие каркаса.
5. Проводится примерка коронок с нанесённой керамикой, проверяются межзубные и оклюзионные контакты, а также цвет и форма зубов, в случае необходимости проведения коррекции этот этап повторяется до тех пор, пока не будет достигнут удовлетворительный результат. Работа отправляется на глазуровку в лабораторию.
6. Примерка и фиксация коронок на постоянный цемент.

## Галерея

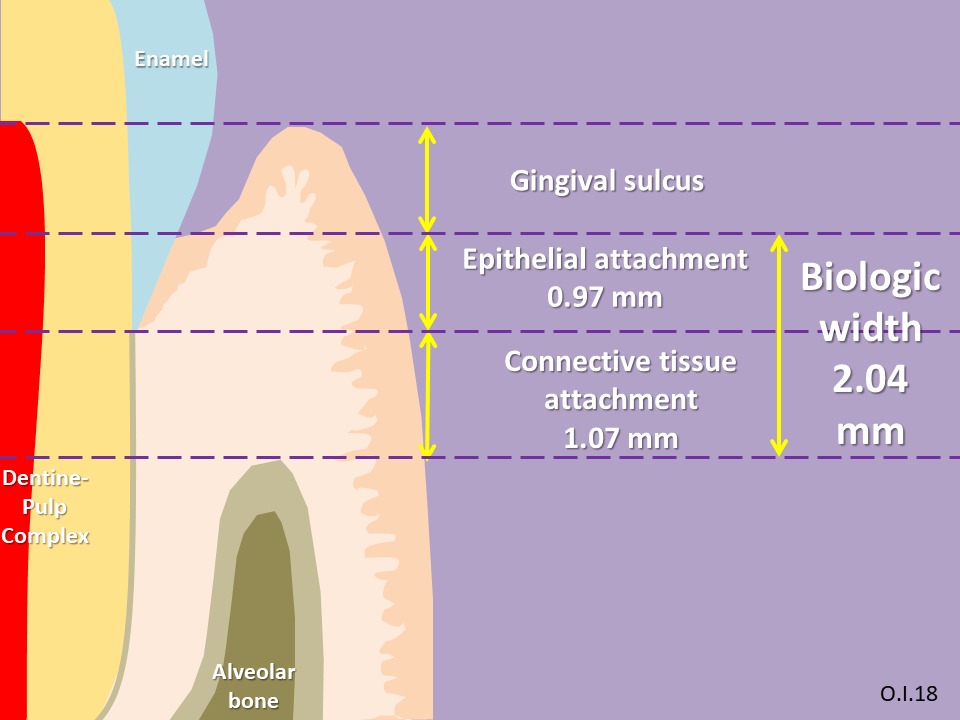
Биологическая ширина
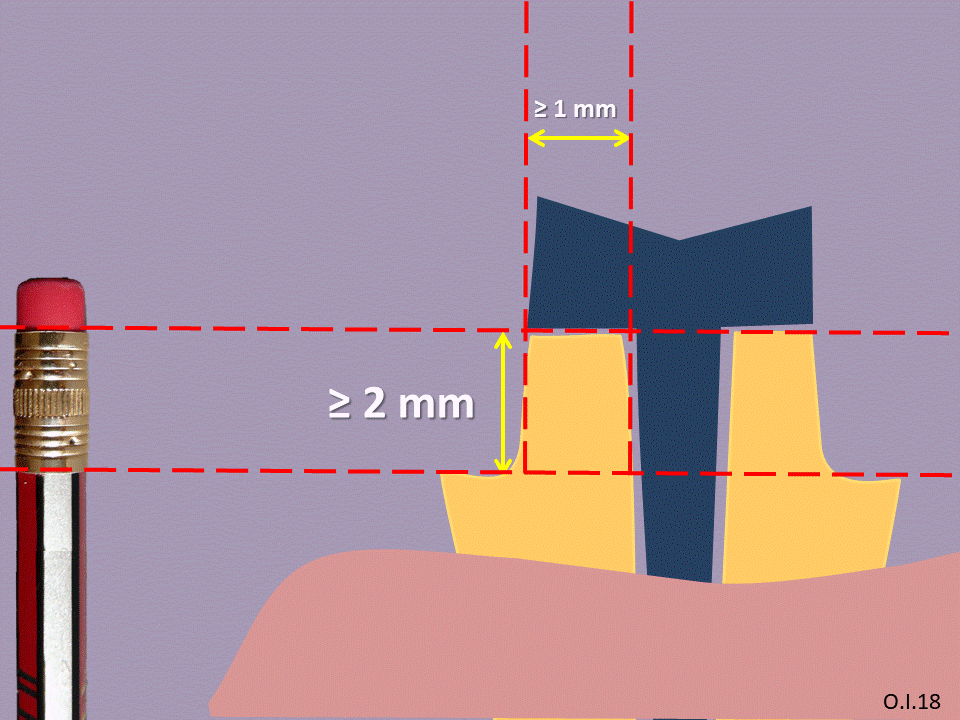
Размеры для изготовления коронки для достижения «эффекта обжимного кольца»
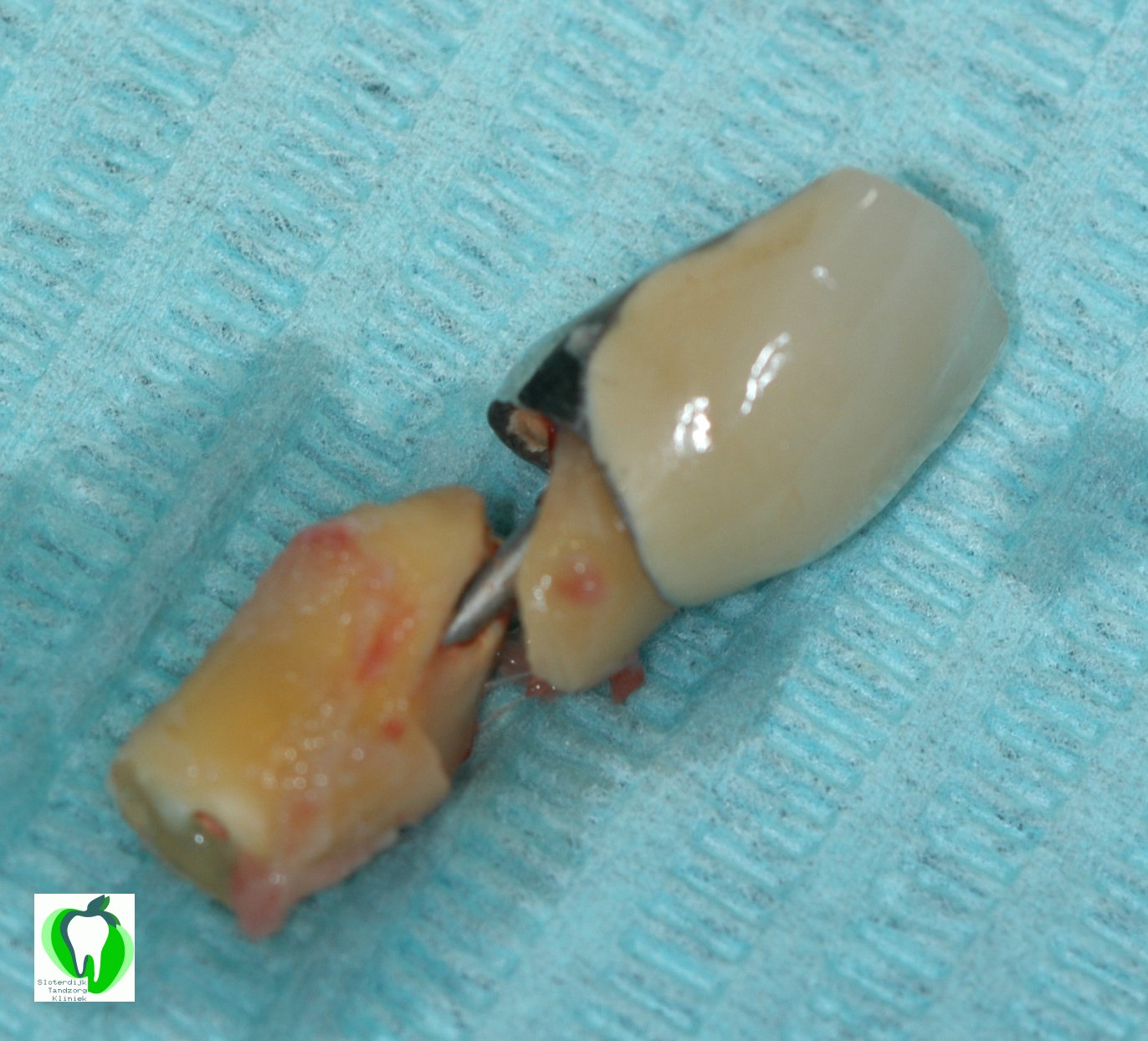
Коронка со стойкой и ядром системы отображения корневого перелома
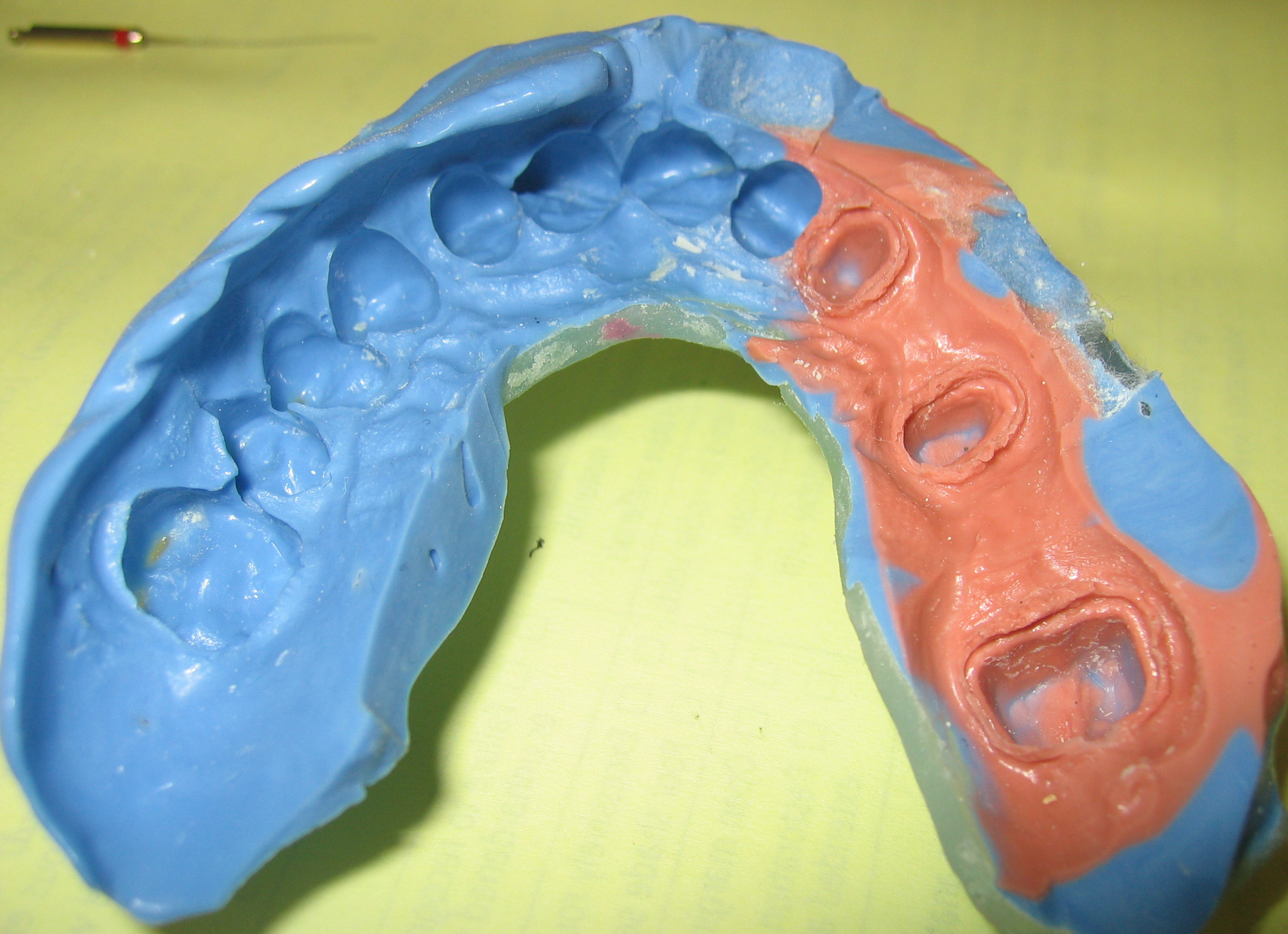
Полностью арочный аддитивный силиконовый (поливинилсилоксановый) оттиск с использованием метода «оттиска»
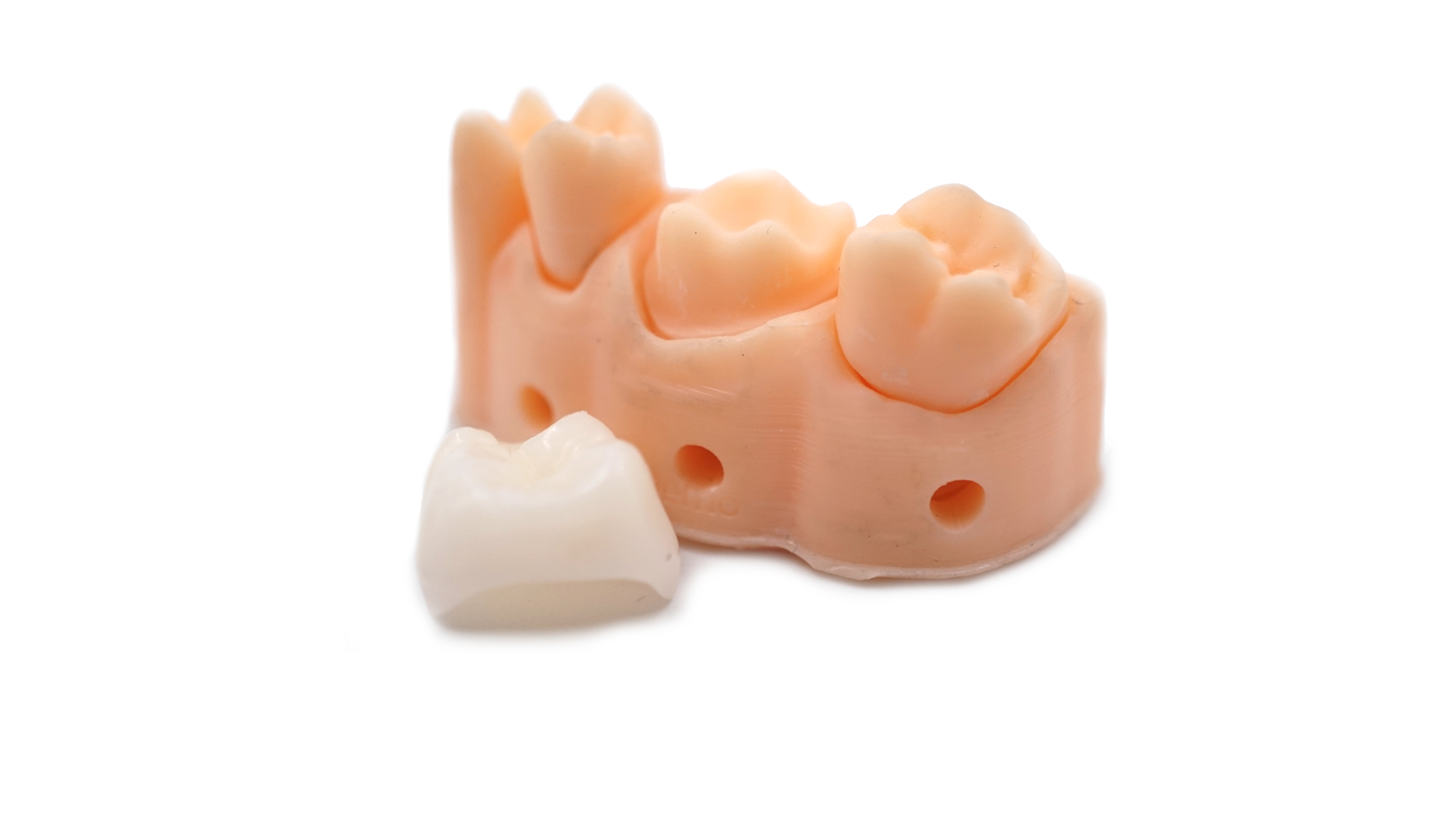
Временная коронка изготовленная с применением 3D-печати на стереолитографе из фотополимера HARZ Labs Dental Sand A1-A2
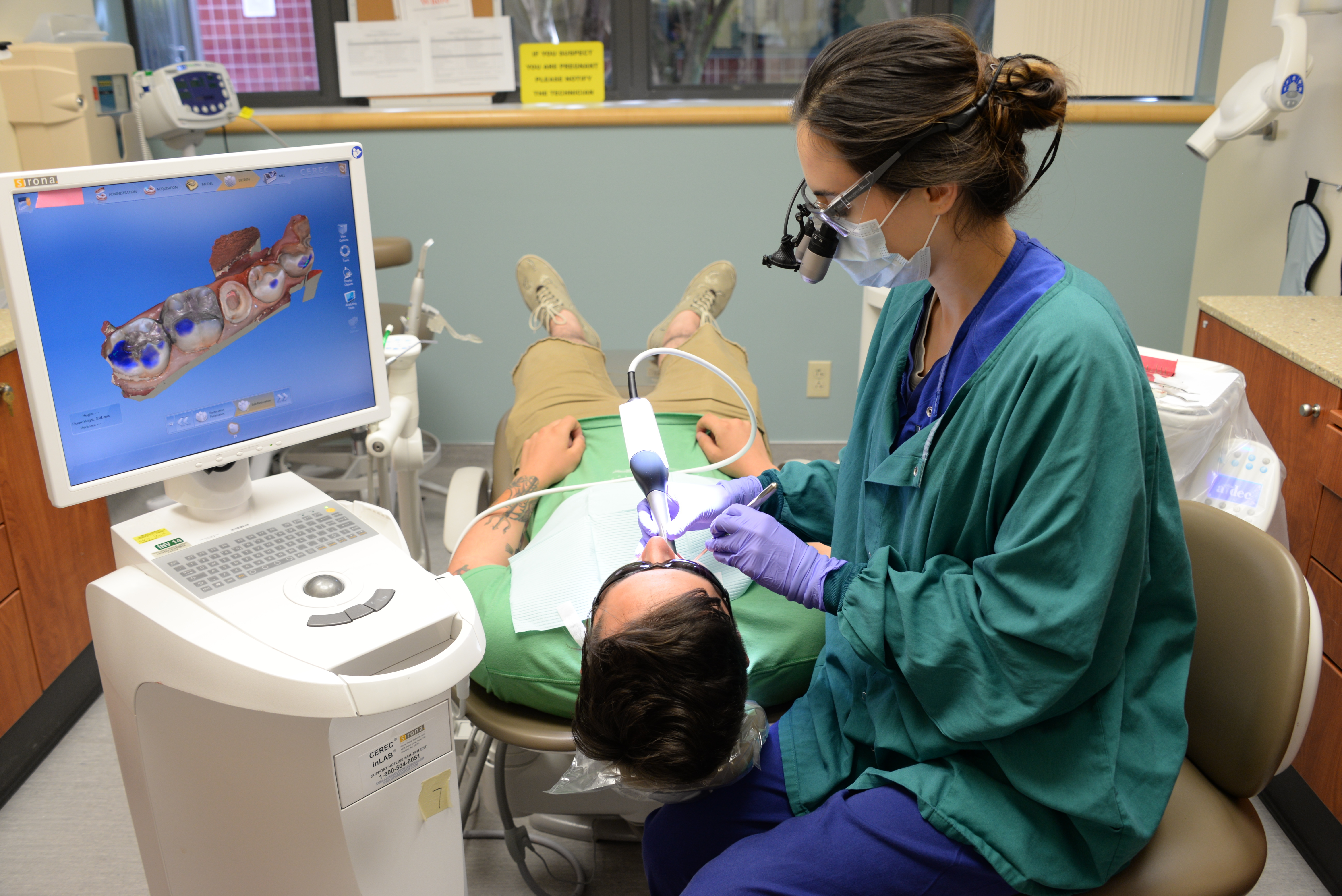
Использование CAD/CAM в стоматологической клинике
Удаление коронки с помощью WamKey — часть 1
Удаление коронки с помощью WamKey
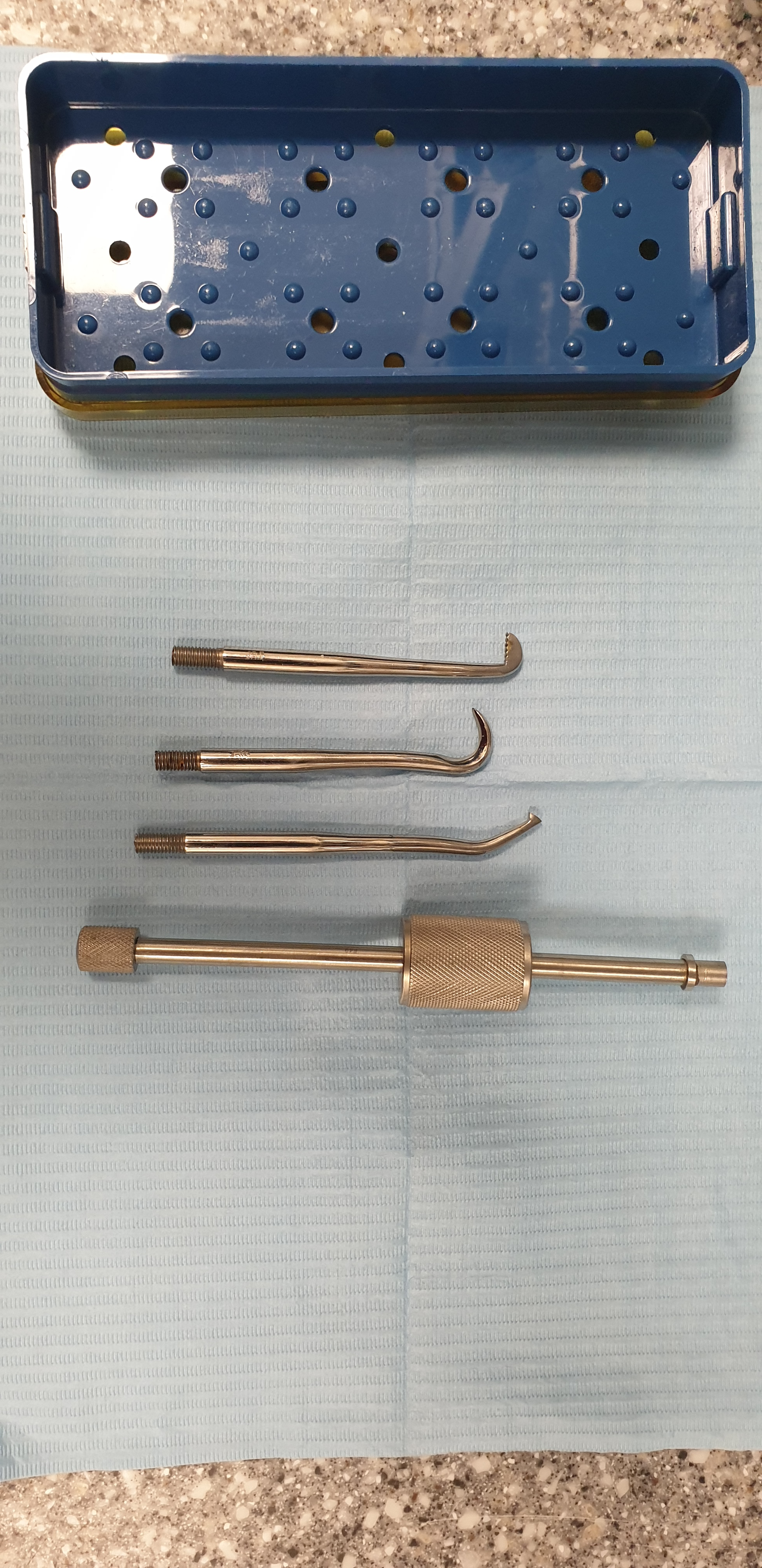
Молоток скользящий, утяжелитель
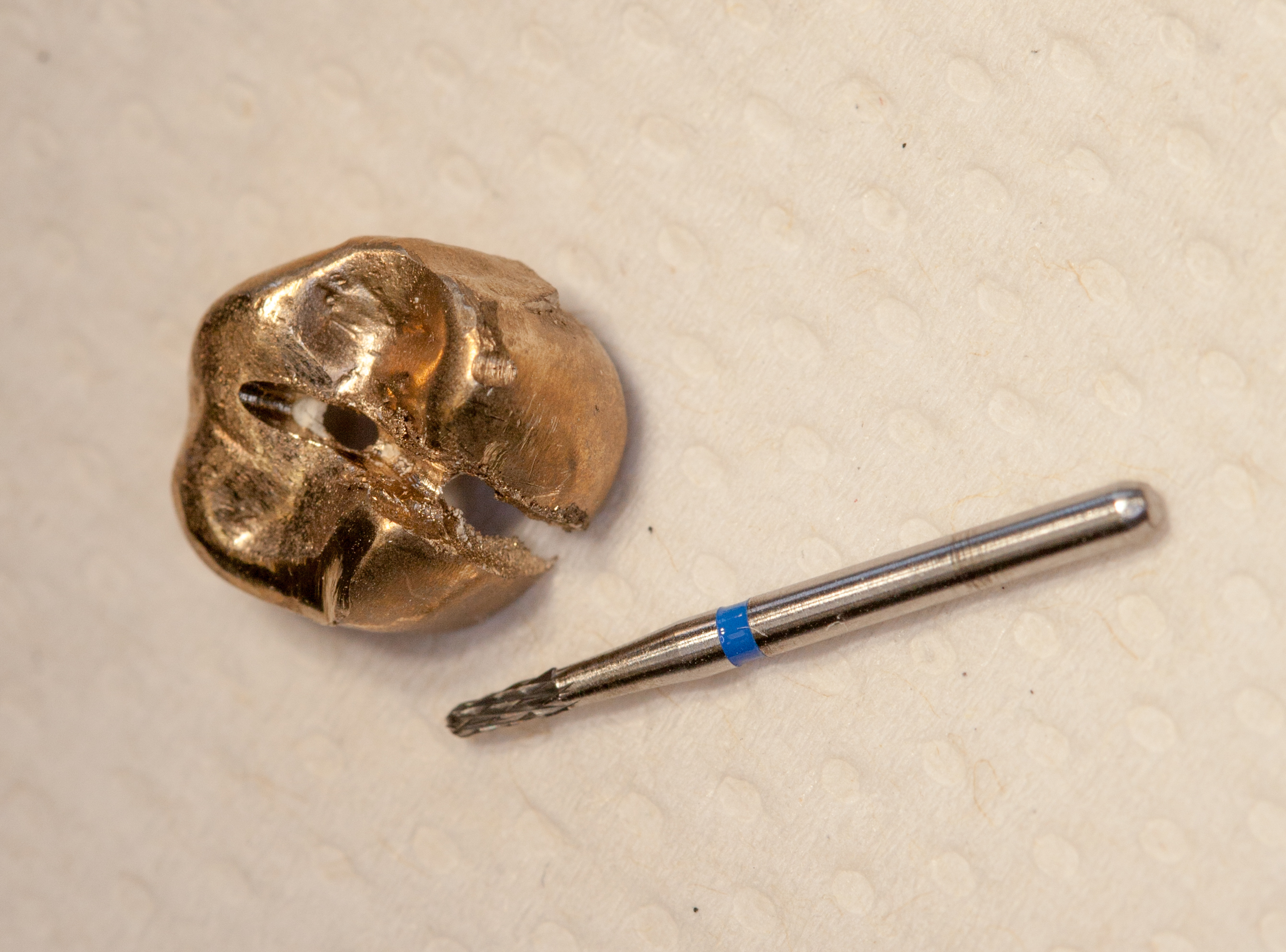
Золотистая коронка из сечения с использованием карбида вольфрама